# Nagyszered
Nagyszered (szerbül Велико Средиште / Veliko Središte, németül Groß-Sredischte) település Szerbiában, a Vajdaságban, a Dél-bánsági körzetben, Versec községben.

## Fekvése
Versectől északkeletre, Kiszsám, Nagyzsám és Temeskutas közt fekvő település.

## Története

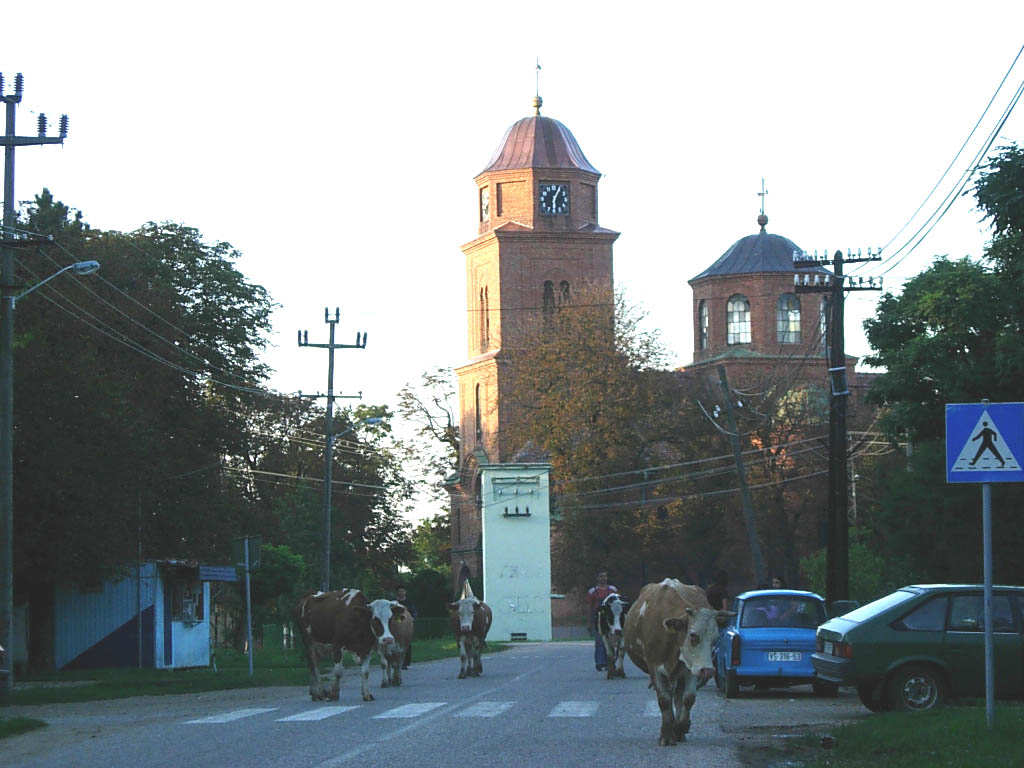
A görögkeleti templom

Nagyszered a 17. században már létezett, és lakott volt még a török hódoltság végén is.
A települést az 1717. évi kamarai jegyzékbe Veliki Szerediste néven 72 házzal vették fel és ekkor még tisztán óhitűek lakták.
A 19. század elején  református vallású magyarok telepedtek le itt.
1841-ben az található kincstári birtokokat Lazarovics Golub vásárolta meg, és 1896-ban ez a család volt itt birtokos. A Lazarovics család a településen két kastélyt is építtetett. Nagyszered később Frisch Gyula utódainak, Klier Károlynak és Rhónai Györgynek lett a birtoka. 
1910-ben 2287 lakosából 415 magyar, 380 német, 1057 szerb, 353 cseh volt. Ebből 843 római katolikus, 257 református, 1139 görögkeleti ortodox volt.
A trianoni békeszerződés előtt Temes vármegye Verseczi járásához tartozott.

## Források

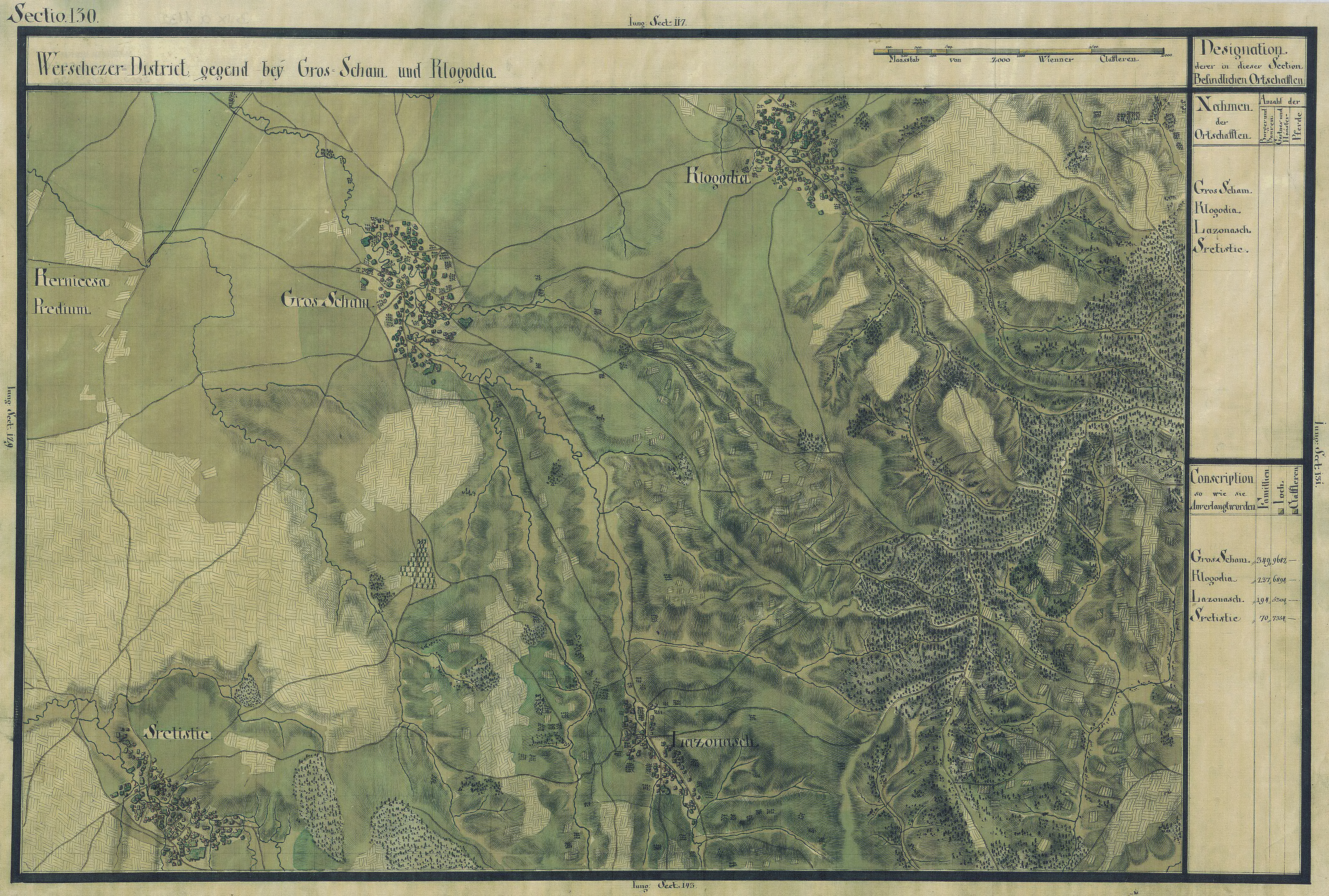
Nagyszered egy régi térképen

## Népesség

### Demográfiai változások
| 1948 | 1953 | 1961 | 1971 | 1981 | 1991 | 2002 | 2011 |
| ---- | ---- | ---- | ---- | ---- | ---- | ---- | ---- |
| 2050 | 2044 | 2120 | 1815 | 1698 | 1584 | 1340 | 1270 |